# Heinrich August Müller (Schriftsteller)
Heinrich August Müller (* 1766 in Greußen; † 2. August 1833 in Wolmirsleben) war ein deutscher Schriftsteller, evangelischer Theologe sowie Übersetzer aus dem Französischen und Englischen. Er veröffentlichte auch unter dem Pseudonym Amalie von Wallenburg.

## Leben
Die Quellen zum Leben von Heinrich Müller sind äußerst spärlich. Im Grundrisz zur Geschichte der deutschen Dichtung aus den Quellen, auf dem dieser Artikel basiert, heißt es, er war „1797 Prediger in Menz bei Magdeburg, wohnte den Feldzügen 1813/14 als preußischer Brigadeprediger bei, [war] Ritter des eisernen Kreuzes, seit 1815 Prediger in Wolmirsleben bei Egeln (Magdeburg). Verfasser vieler Kinderbücher und Übersetzungen.“

## Werke
- Selbstmord und Raserey, die Folgen der zärtlichsten Liebe. Magdeburg 1798 (= Neue Allgemeine deutsche Bibliothek 54)
- Ludolph von Kitzing oder der gekränkte Patriot, 1799
- Traurige Folgen frühzeitiger Verlobungen. Magdeburg 1800
- Auserlesene Romane der classischen Schriftsteller Frankreichs. Hamburg 1801–10
- Unglücksfälle eines Edlen. Hamburg 1805
- Maria Montansier. Romantisches Gemälde. Hamburg 1806
- Marmontels auserlesene Erzählungen, dem Zeitgeist gemäß bearbeitet. Hamburg 1808
- Das Pfarrhaus zu Remsdorf. Hamburg 1808
- (anonym:) Oswald und Luise. Gedicht in drey Gesängen als Seitenstück zu Göthes Hermann und Dorothee und Vossens Luise. Vollmer, Hamburg [1809] (Digitalisat bei Google Books)
- Fiorenzo oder die geheimen Verbündeten der Nacht. Hamburg 1810
- Don Juan und Diego. Hamburg 1810
- Hans Barthels Erscheinungen, Träume und Ehestandsscenen. Hamburg 1810
- Neue moralische Kinderbibliothek in Erzählungen. Magdeburg 1810.
- Bitte! Bitte! liebe Mutter! lieber Vater! lieber Onkel! liebe Tante, schenke mir das allerliebste Buch usw. Ein neues ABC- und Lesebuch nach Pestalozzi. Hamburg 1811; 1819
- Bertrams Wallfahrten, Gefangenschaft und Liebe. Hamburg 1811
- Bonaventuri, der Geweihte der Nacht. Hamburg 1811
- Die Räuberhöhle. Hamburg 1811
- Meine Flucht aus Deutschland. Hamburg 1812
- Somarinsky, der Brudermörder. Hamburg 1812
- Ina, das geraubte Mädchen aus Algier. Quedlinburg 1813
- Das Denkmal auf dem Brocken. Quedlinburg 1813
- Hermann Streit. Quedlinburg 1814
  - niederländische Übersetzung: Lotgevallen van Herman Streit, gedurende zijnen dienst onder de Pruissische landweer (Digitalisat bei Google Books)
- Schwert und Pflug. Quedlinburg 1815
- Karl und Hermine oder Liebe und Täuschung, ein Warnungsspiegel für Mütter und ihre Töchter. Quedlinburg 1816
- Der neueste deutsche Jugendfreund, oder Erzählungen für Knaben und Mädchen, zur Ausbildung des Verstandes und Herzens. Quedlinburg 1816
- Friedensbüchlein. Eine Schrift fürs deutsche Volk. Mit erläuternden Gedichten. Quedlinburg 1817
- Der Klostersturm. Quedlinburg 1817
- Paulowna, oder das unglückliche Mädchen im Todtengewölbe unter dem brennenden Moskau. Schaudergemälde aus dem russisch-französischen Krieg. Quedlinburg 1817
  - niederländische Übersetzung: Paulowna, of Het ongelukkige meisje in de grafgewelven onder het brandende Moscou: eene geschiedenis uit de belangvolle jaren 1812 en 1813 (Digitalisat von Band 1 und Band 2 bei Google Books)
- Abentheuerlicher Feldzug eines jungen Kosakenoffiziers. Quedlinburg 1817
  - niederländische Übersetzung: Avontuurlijke en wonderbare veldtogt van eenen jongen kozakkenofficier (Digitalisat bei Google Books)
- Dedo von Adlerstein, der wilde Ritter, oder der Mädchenraub. Quedlinburg 1818
- Julius Wartberg, oder die dunkeln Wege des Geschicks. Quedlinburg 1818
- Das lieblichste Geschenk für kleine Kinder, die lesen lernen und lesen können. Ein verbessertes A-B-C-, Buchstabir- und Lesebuch nach Pestalozzi’s und Stephani’s Lehrmethode. Herold, Hamburg 1819
- Vasco und Isabella, oder der Groß-Inquisitor. Schaudergeschichte aus Spaniens furchtbarem Inquisitionsgericht. Quedlinburg 1819
- Albert Graf von Reinstein, oder das heimliche Gericht der Teufelsmauer. Rittergeschichte aus den Zeiten der Vehme. Quedlinburg 1819
  - niederländische Übersetzung: Graaf Albert van Reinstein, of Het heimelĳk gerigt der duivels-muren (Digitalisat bei Google Books)
- Die Liebesprobe. Quedlinburg 1819
- Das Sarazenenschwert. Quedlinburg 1819
  - niederländische Übersetzung: Het Saraceenen zwaard. Eene riddergeschiedenis uit de tijden der kruisvaarten (Digitalisat bei Google Books)
- Die Verunglückten oder die Schreckensstunde um Mitternacht, Quedlinburg 1819
- Jesus, wie er lebte und lehrte. Quedlinburg 1819
- Der Meuchelmörder. Quedlinburg 1820
- Das Abentheuer im Walde, oder Therese. Quedlinburg 1820
- Der Bandit in Rom oder die schreckliche Verwechselung. Quedlinburg 1820
  - niederländische Übersetzung: De bandiet te Rome, of De standvastige gelieven (Digitalisat bei Google Books)
- Der Brautraub. Quedlinburg 1820
  - niederländische Übersetzung: Wilhelm en Louisa, of Adeltrots en burgerdeugd (Rückübersetzung: „Wilhelm und Louisa, oder Adeltrotz und Bürgertugend“, Digitalisat bei Google Books)
- Benno von Rabeneck, oder das warnende Gerippe im Brautgemach. Quedlinburg 1820
- Limbert der Schreckliche oder der Thaten Lohn. Quedlinburg 1820
- (anonym:) Die schöne Morgenländerin, oder Mädchen-Treue. Romantische Erzählung. Herausgegeben von H…L. Mit einem Kupfer. Basse, Quedlinburg u. Leipzig 1821[1]
- Ritter Golo der Grausame, oder die Büßende in der Felsengruft. Quedlinburg 1821
  - niederländische Übersetzung: Ridder Golo, of Onschuld en misdaad. Eene overlevering uit de middeneeuwen (Digitalisat von Band 1 und Band 2 bei Google Books)
- Die Corsarenbraut oder Fatime. Quedlinburg 1821
- Das Kloster Mariaheim, oder Hermann von Wolfsburg. Quedlinburg 1821
- Das Pfarrhaus zu Liebenthal, oder die seltene Braut. Quedlinburg 1821
- Die Rächenden oder die schwarzen Gemächer des Inquisitionskerkers zu Toledo. Quedlinburg 1821
- Udo von Horstenburg, oder Vatermord und Rache. Rittergeschichte aus dem 13. Jh. Quedlinburg 1821
- Die Gewalt der ersten Liebe. Quedlinburg 1821
- Teufeleien in und außer dem Ehestande. Quedlinburg 1822
- Die Einsiedelei oder Theodora. Quedlinburg 1822
- Die Löwenburg oder die Wunder des Heiligenbilder. Quedlinburg 1822
- Die Giftmischerin oder die Geheimnisse des Grabes. Quedlinburg 1822
- Vetter Murrleben oder die Brautfahrten eines verliebten Landjunkers. Quedlinburg 1823
- Hermann von der Heideburg, oder der Eremit in der Waldklause. Quedlinburg 1823
- Das Opfer der Rache, oder der Giftbecher. Eine Geschichte aus der Vorzeit. Quedlinburg 1823
- Lady Glami, oder der Kerker von Stirling. Quedlinburg 1823
- Der Prätendent. Quedlinburg 1823
- Tremor, der Zerstörer des Druidenreichs. Quedlinburg 1824
- Ritter Angus. Eine caledonische Geschichte. Quedlinburg 1824
- (unter Pseudonym): Anstandslehre für das weibliche Geschlecht. Oder mütterlicher Rath für meine Julie über den sittlichen und körperlichen Anstand. Von Amalie, Gräfinn Wallenburg. Eurich, Linz 1824 (Digitalisat bei Google Books)
- Janequeo, das Heldenmädchen von Chili. Geschichte aus der Zeit der Eroberung Amerikas. Quedlinburg 1824
- Don Roman, der Goldmacher in Sevilla. Spanische Geschichte aus der Zeit der Eroberung von Peru. Quedlinburg 1824
- Das Blutschwert auf der Gerosburg, oder die strafenden Geister. Quedlinburg 1823
- Das Gelübde. Roman aus der Vorzeit. Quedlinburg 1824
- Johanna, die Heldin der Bluthochzeit. Quedlinburg 1824
- Boja, das schöne Räubermädchen, oder der große Teufel. Quedlinburg 1825
- Der Geächtete, oder Pfaffenmord und Rache. Quedlinburg 1825
- Prinz Clito der Verfolgte, oder der Bruderkrieg. Quedlinburg 1826
- Das Strohhüttchen. Quedlinburg 1826
- Burg Weinsberg oder deutsche Frauenliebe und Männertreue. Quedlinburg 1827
- Die Kapelle des Schlosses von Saint-Doulagh, oder die Banditen von Newgate, aus dem Englischen. Quedlinburg 1827
- Anna Boleyn, aus dem Englischen der Miß Benger.[2] Quedlinburg 1827
- Der Kerker zu Munkholm, oder Verbrechen und Reue des Großkanzlers von Griffenfeld, zur Regierungszeit König Christians V. in Dänemark. Rathenow 1827
- Robert, der Schweizer. Historische Bilder aus der Regierungsgeschichte Ludwigs XI. und Karls des Kühnen. Flick, Rathenow 1827
- Johann von Schwaben, oder die Ermordung des Kaiser Albrecht. Quedlinburg 1829
- Die gräßliche Bartholomäusnacht. Quedlinburg 1829
- Kunigunde von Eisenberg, die Geliebte des Landgrafen Albrecht von Thüringen. Quedlinburg 1831
- Des schönen Polenmädchens Kampf und Liebe. Ein Gemälde aus der Geschichte der letzten polnischen Empörung, bis zur Erstürmung von Warschau (2 Bde.). Eyraud, Neuhaldensleben 1832
- Lady Johanna Gray, frei bearbeitet nach Walter Scott.[3] Braunschweig 1833

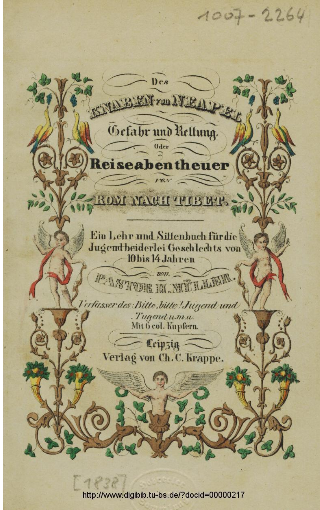
Titelkupfer von Des Knaben von Neapel … (1838)

- Des Knaben von Neapel Gefahr und Rettung. Oder Reiseabentheuer von Rom nach Tibet. Ein Lehr[-] und Sittenbuch für die Jugend beiderlei Geschlechts von 10 bis 14 Jahren von Pastor H. Müller. Krappe, Leipzig 1838 (Digitalisat in der Universitätsbibliothek Braunschweig)
- Die Lust- und Kinderreise durch das malerische Thüringen. Schilderung merkwürdiger Orte und Personen, Abenteuer, Geschichten und Anekdoten für die lernbegierige Jugend. Mit 6 color. Landschaften. Krappe, Leipzig 1840 (postum)

### Niederländische Übersetzungen unbekannter Titel
- Bernard en Julia, of De voorbeeldige kinderen (Rückübersetzung: „Bernard und Julia, oder Die vorbildlichen Kinder“, Digitalisat bei Google Books)
- De blinde vioolspeler, of De belooning voor ouder- en menschen liefde (Rückübersetzung: „Der blinde Geiger, oder Der Lohn für Eltern- und Menschenliebe“, Digitalisat bei Google Books)
- Vader Reinhold’s herinneringen aan zijne kinderen (Rückübersetzung: „Vater Reinhold’s Erinnerungen an seine Kinder“, Digitalisat bei Google Books)